# Muro, Haute-Corse
Muro là một xã ở tỉnh Haute-Corse trên đảo Corse, Pháp. Xã này có diện tích 7,92 km², dân số năm 1999 là 248 người. Khu vực này có độ cao trung bình 320 mét trên mực nước biển.